# رابرت جی. پیکارد

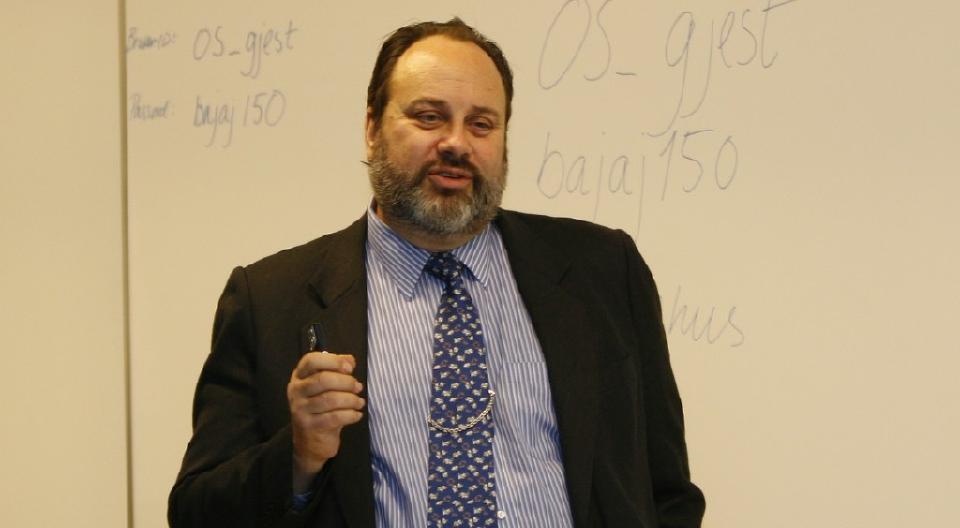
تصویر پیکارد

رابرت جی پیکارد (متولد ۱۹۵۱) نویسنده و محقق آمریکایی است.
پیکارد یکی از متخصصان برجسته اقتصاد و کسب و کار رسانه است، وی به عنوان پدر مطالعات اقتصاد رسانه شناخته می‌شود (هرچند وی با مستقل بودن این رشته مخالف است). او استاد دانشگاه هاروارد و دانشگاه آکسفورد است. بیش از ۳۲ کتاب از پیکارد منتشر شده از جمله کتاب اقتصاد رسانه‌ها، اقتصاد و تأمین مالی شرکت‌های رسانه ای، پورتفولیو محصول رسانه، اقتصاد رسانه: مفاهیم و مسائلو تفاهم نامه‌های مشترک: قانون حفاظت روزنامه و کاربرد آن.